# Сорокуш смугасточеревий
Сороку́ш смугасточеревий (Thamnophilus multistriatus) — вид горобцеподібних птахів родини сорокушових (Thamnophilidae). Мешкає в Колумбії і Венесуелі.

## Опис
Довжина птаха становить 15-16,5 см, вага 21-23 г. Забарвлення самця смугасте, чорно-біле. Смуги більш виражені, ніж в смугастого сорокуша (Thamnophilus doliatus). У самиці верхня частина тіла, крила і хвіст рудувато-коричневі, на лобі великий рудувато-коричневий чуб. Решта тіла самиці має смугасте, чорно-біле забарвлення. Райдужки птаха жовті.

## Підвиди
Виділяють чотири підвиди:
- T. m. brachyurus Todd, 1927 — західна Колумбія (Західний хребет і західні схили Центрального хребта);
- T. m. selvae Meyer de Schauensee, 1950 — крайній захід Колумбії (західні схили Західного хребта);
- T. m. multistriatus Lafresnaye, 1844 — центральна Колумбія (східні схили Центрального хребта);
- T. m. oecotonophilus Borrero & Hernández-Camacho, 1958 — північно-східна Колумбія (західні схили Східного хребта) і західна Венесуела (Сьєрра-де-Періха).

## Поширення і екологія
Смугасточереві сорокуші мешкають в Колумбії і Венесуелі. Вони живуть в гірських тропічних лісах Анд. в рівнинних тропічних лісах і в чагарникових заростях на висоті від 250 до 2200 м над рівнем моря. Сезон розмноження в Колумбії триває з березня по липень.